# NGC 5150
NGC 5150 é uma galáxia espiral barrada (SBbc) localizada na direcção da constelação de Hydra. Possui uma declinação de -29° 33' 45" e uma ascensão recta de 13 horas, 27 minutos e 36,4 segundos.
A galáxia NGC 5150 foi descoberta em 5 de Maio de 1834 por John Herschel.